# Víctor Pradera
Juan Víctor Pradera y Larumbe (Pamplona, 19 de abril de 1872 o 1873-San Sebastián, 6 de septiembre de 1936) fue un político e ideólogo español, de pensamiento tradicionalista. Ha sido descrito por Gonzalo Fernández de la Mora como el «doctrinario más sistemático y profundo con que contó el tradicionalismo español en el primer tercio del siglo XX».
Fue asesinado por milicianos del bando republicano, con el beneplácito de los nacionalistas vascos del PNV, semanas después de iniciada la guerra civil española.

## Biografía
Nació en la ciudad navarra de Pamplona el 19 de abril de 1872 o 1873. En su infancia pasó unos años en Echalar. Contra el criterio familiar, estudió Ingeniería de Caminos en la Universidad de Deusto. Más tarde, ya diputado, estudió Derecho hasta obtener el título de abogado.
En 1900 se casó con María Ortega en una capilla del barrio de Ategorrieta, en San Sebastián. Con su esposa, de origen donostiarra, tuvo cuatro hijos: María Victoria, Blanca –religiosa del Sagrado Corazón que murió a poco de cumplir sus votos–, Javier y Juan José. Los dos hijos varones siguieron la carrera de Leyes.

### Militancia carlista
Nacido en el seno de una familia ajena al carlismo, llegó al tradicionalismo durante su juventud, en palabras del conde de Rodezno, «por convencimiento, sobre los libros, por imperativo de aquella lógica formidable que era su principal característica».
Militó en el partido carlista (llamado también jaimista a partir de 1909), con el que fue elegido diputado por Tolosa en 1899 y 1901 y por Pamplona en 1918. Comenzó su andadura en el Congreso repitiendo una protesta que había formulado en el Senado Cruz Ochoa contra la venta de las Islas Carolinas por el gobierno liberal. Partidario de la neutralidad española en la Primera Guerra Mundial, entre sus referencias intelectuales se encontraba el francés Georges Valois y su pensamiento político bebía de nombres como los de Donoso Cortés, Maurras o Vázquez de Mella.
Pradera destacó pronto por su animadversión hacia el separatismo bizkaitarra, al que se oponían los carlistas, defendiendo en cambio los fueros vasco-navarros. El 30 de diciembre de 1918 participó en una asamblea de representantes navarros en las instituciones para solicitar al Gobierno la reintegración foral, sosteniendo la posición cuarentaiunista.

### Últimos años de la Restauración
Con motivo del cisma «mellista» de 1919, se separó del pretendiente don Jaime y colaboró con su amigo Vázquez de Mella en la creación del Partido Católico Tradicionalista, no sin cierto pesar porque era partidario de la unidad de las fuerzas católicas ante la izquierda revolucionaria y la pujanza del nacionalismo. Desde esta nueva formación política colaboró activamente con el partido maurista y con Diario de Navarra, al mismo tiempo que criticó la alianza de los jaimistas con los nacionalismos vasco y catalán y se opuso a la erección de un monumento en el Castillo de Maya.
Ante el declive del tradicionalismo, Pradera se mostró partidario de una gran coalición católica. Fue uno de los fundadores del Partido Social Popular (1922-1923) —al cual García Venero asignó una vocación antiparlamentaria—, que se disolvería tras la instauración de la dictadura de Primo de Rivera, escindiéndose en dos facciones, con Pradera entre los partidarios del nuevo régimen. Fue asesor y después miembro de la Asamblea Nacional Consultiva de la dictadura, si bien acabó desencantado con la misma, ante la incapacidad del régimen de crear estructuras tradicionales y acabar de manera definitiva con el liberalismo y los partidos políticos.
En una sesión de la Asamblea Consutiva en enero de 1928, advirtió de que el separatismo no había desaparecido y discutió con el mismo general Primo de Rivera que antes de los Reyes Católicos hubiesen existido varias naciones en España, pues Pradera consideraba que durante la Edad Media «todas las regiones españolas tuvieron uno y solo espíritu nacional» y que el principio de las nacionalidades llevaba a la exigencia de un Estado para cada nacionalidad. El dictador, disgustado, anunció que no se volvería a provocar un debate semejante en la Asamblea y que el gobierno prohibiría toda discusión sobre regionalismo en la prensa.

### Segunda República
eintegrado en el tradicionalismo, durante la Segunda República Española presidió el Consejo de Cultura de la Comunión Tradicionalista, del que fueron consejeros otras figuras relevantes del tradicionalismo como José Roca y Ponsa, el conde de Rodezno, Luis Hernando de Larramendi, Esteban Bilbao, Manuel Senante, monseñor Pedro Lisbona, Fernando de Contreras, el conde de Castellano, Ricardo Gómez Rojí, Agustín González de Amezua, Miguel Junyent, Emilio Ruiz Muñoz, Eustaquio Echave Sustaeta, el marqués de Santa Cara, Marcial Solana, Jesús Comín y Domingo Tejera.

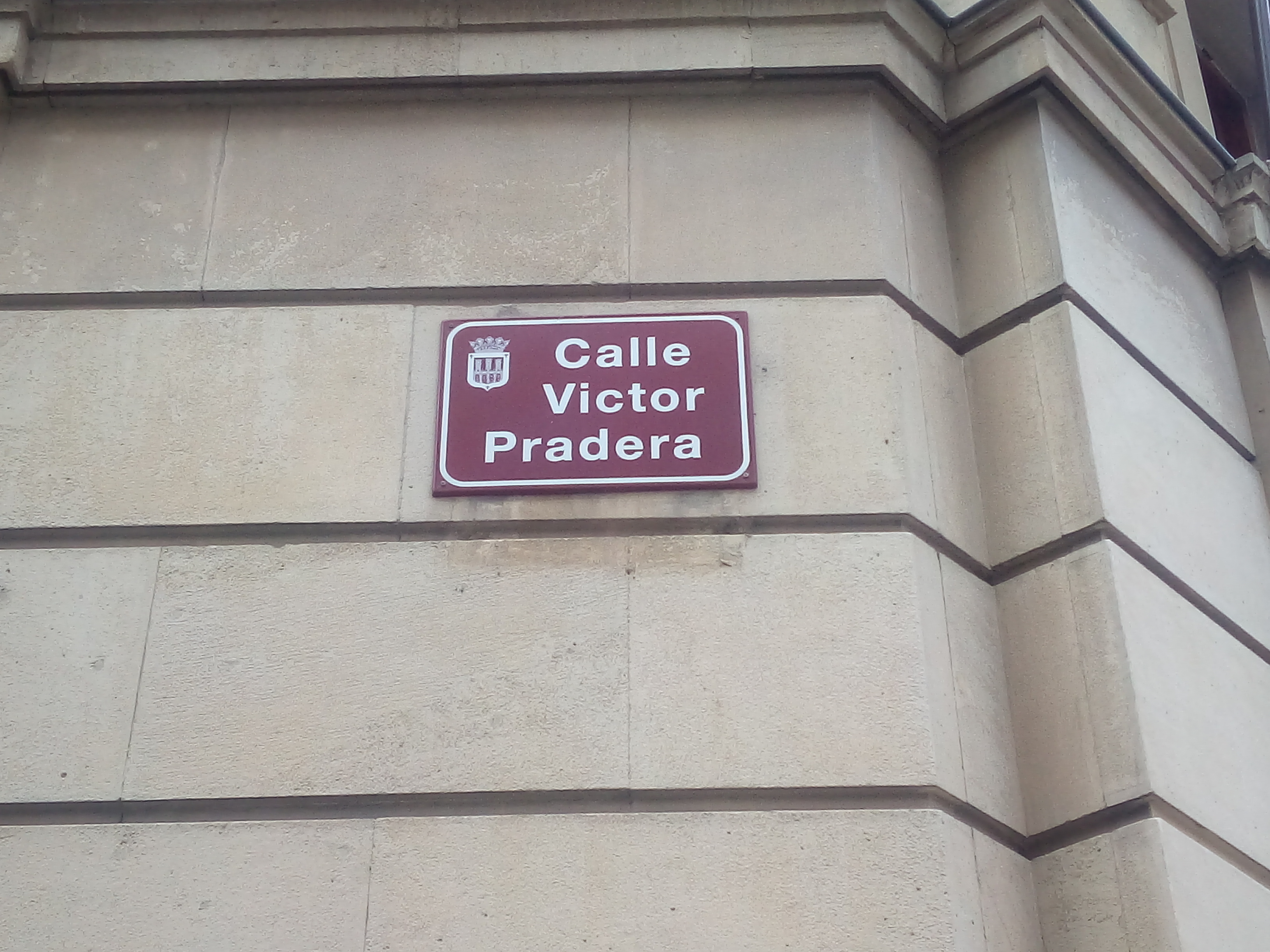
Antigua calle Víctor Pradera en Logroño, hoy calle María Zambrano.

En septiembre de 1933 se presentó a las elecciones para el Tribunal de Garantías Constitucionales y fue elegido vocal con las tres cuartas partes de los votos emitidos en Navarra.
Pradera colaboró con la revista Acción Española y fue autor de la obra El Estado Nuevo (1935), una recopilación de los artículos publicados en aquella. Allí defendía, además de la monarquía tradicional, la instauración de un sistema corporativo que superara los antagonismos sociales, en la misma línea apuntada por Juan Vázquez de Mella. Al principio del libro declara que «hay que constituir un Estado nuevo» y más adelante lo identifica con el «estado español de los Reyes Católicos». En el prólogo de la nueva edición del libro de 1941 el conde de Rodezno escribió: «En su libro cumbre, El Estado Nuevo, volcó Pradera todo el fruto de su gran cultura política, histórica y filosófica al servicio de su preocupación patriótica. El Estado nuevo, nuevo en fuerza de ser viejo, era para él el Estado católico y monárquico español, el Estado histórico y tradicional, acoplado a las realidades presentes. Este libro de Pradera y el de la Hispanidad de Maeztu constituyen la concreción más exacta del pensamiento político español y los exponentes más acusados de la contrarrevolución en el plano intelectual. Pradera en España, como Maurras en Francia, era como una antorcha siempre encendida en el altar de la Patria».
Su visión de la Falange Española de José Antonio Primo de Rivera, a pesar de las diferencias e incompatibilidades existentes entre esta y el carlismo, fue más positiva que la de otros pensadores carlistas. Apoyó tanto a Renovación Española como al Bloque Nacional de Calvo Sotelo y estuvo posicionado firmemente en contra del separatismo vasco y las ideas de Sabino Arana, hasta el punto de ser considerado un activista antinacionalista.
Al producirse el golpe de Estado de julio de 1936 no quiso pasar a Francia, para no dejar a una hija embarazada a punto de dar a luz. Fue detenido por orden del consejero de orden público de la llamada Junta de Defensa, Telesforo de Monzón. Estuvo preso en la cárcel de Ondarreta, en San Sebastián, durante las primeras semanas de la Guerra Civil, hasta el 6 de septiembre de 1936, en que murió fusilado por milicianos del bando republicano, con el beneplácito del PNV, en el cementerio de Polloe poco antes de la toma de la ciudad por el bando sublevado.
Su hijo, Javier Pradera, fue asesinado al día siguiente. 

## Legado
En 1943 el periodista e historiador Maximiano García Venero publicó una biografía suya, titulada Víctor Pradera, guerrillero de la unidad, a través de la Editora Nacional. Sus obras completas fueron prologadas elogiosamente por el propio general Franco, al que le había unido una estrecha amistad con el político navarro desde los tiempos de la dictadura de Primo de Rivera. Franco tendría incluso el Estado Nuevo de Pradera como uno de sus libros de cabecera.
Durante la posguerra, la Comunión Tradicionalista reivindicó a Pradera en su dimensión de «mártir de la Tradición». Sin embargo, se fueron aparcando sus aportaciones doctrinales en favor de Juan Vázquez de Mella, y, de acuerdo con Manuel Martorell, algunos llegaron a negarle la condición de «carlista». Según Rafael Gambra, Víctor Pradera fue, junto con Ramiro de Maeztu, una de las dos grandes figuras doctrinales del «Alzamiento Nacional». Para el conde de Rodezno, ambos autores fueron los exponentes más acusados de la contrarrevolución en el plano intelectual, y el Estado Nuevo de Pradera constituía, junto con la Defensa de la Hispanidad de Maeztu, «la concreción más cabal del pensamiento político español». José Calvo Sotelo solía decir que la solución de España estaba en El Estado Nuevo de Pradera.

## Obras
- “Regionalismo y nacionalismo”. Discurso pronunciado en el teatro Bellas Artes de San Sebastián el día 27 de mayo de 1917 en contestación al que pronunció en el mismo lugar el diputado a cortes D. Francisco Cambó en 15 de abril del mismo año, enfocándose sobre su visión política regionalista e interpretación de los fueros. Fue impresa en 1917 por la Imprenta “El Correo Español” (Madrid).
- “El misterio de los Fueros Vascos”, conferencia pronuncia en la sesión pública del 11 de mayo de 1918 de la Real Academia de Jurisprudencia y Legislación, y que  fue editada en 1918 por el Establecimiento Tipográfico de Jaime Ratés Martín (Madrid).
- “Por Navarra, para España”, discurso pronunciado el 6 de enero de 1921 por Victor Pradera en la inauguración del Centro Católico Español de Pamplona, donde lazó un alegato en contra de aquellos navarros que apoyaban al nacionalismo vasco, acusándolos de traidores a España y a Navarra, seguido de la polémica íntegra que motivó, y de varios apéndices relacionados con la materia de la misma, todo publicado en 1921 por la editorial Graphos (San Sebastián).
- “Fernando el Católico y los falsarios de la historia”, obra histórica publicada inicialmente en 1922 por Sucesores de Rivadeneyra (Madrid), segunda edición en 1925 por los Talleres Voluntad (Madrid), con una reedición en 2003 por Grafite Ediciones (Basauri), y otra más reciente en 2021 por la Asociación Cultural y Peña Sanferminera Pompaelo (Pamplona). Obra donde expone la subordinación histórica de los reyes de Navarra a los intereses franceses, y no de Navarra; destacando las posturas del Rey Católico en defensa del Reino, y justificando la necesidad y legitimación de la anexión de Navarra tras las intenciones ocultas del tratado de Blois (1512).
- “Saneamiento histórico y político de Navarra”, conferencia pronunciada en 1922 en el teatro Gayarre de Pamplona, y publicada en el Diario de Navarra de 16 de enero de 1923.
- “Dios vuelve y los dioses se van: modernas orientaciones de Economía Política derivadas de viejos principios – Tomo I: Propiedad y trabajo”, editado en 1923 por Sucesores de Rivadeneyra (Madrid). En esta obra, el autor defiende que los principios morales y religiosos —en particular el católico— se consideran fundamento del orden económico y social. Sostiene que la ley moral, y aún más la ley religiosa, limitan y orientan legítimamente la acción económica. No se tiene constancia de que exista un tomo II.
- “Al servicio de la patria. Las ocasiones perdidas por la Dictadura”, publicada en 1930 por Javier Morata Editor (Madrid).
- “El Estado Nuevo”, publicado en Madrid en 1935. Es su “obra cumbre”, con teoría política compilada desde artículos y conferencias desde 1934. Hubo una segunda edición de 1937 por Editorial Española (Burgos). Existe una edición en inglés traducida como The New State, de 1939, por Sands & Co. (Londres), con prólogo de don Juan de Borbón, y traducida por Bernard Malley. Otra edición en inglés data de 1974, por AMS Press (Nueva York).
- “Obras completas” (tomos I y II), publicadas en 1945 años después de su asesinato, por el Instituto de Estudios Políticos (Madrid), que compila gran parte de su producción. El prólogo fue escrito por el Generalísimo Franco, quien la consideró una de sus obras preferidas.